# Charles Christian II
Charles Christian II, (ur. 1818, zm. 22 maja 1886) – polityk z Pitcairn, burmistrz wysp w 1847 roku.
Christian był synem Charlesa Christiana I i jego żony (prawdopodobnie Sully). Charles Christian II był w związku małżeńskim z Charlotte Quintal (córka Arthura i Catherine McCoy), z którą miał 16 dzieci.
W 1847 roku Magistrate na Pitcairn (ówczesna nazwa obecnego urzędu burmistrza) i urząd sprawował do końca roku. Zmarł 22 maja 1886 r. w wieku ok. 68 lat.

## Potomkowie
Dzieci z małżeństwa Charlesa i Charlotte (16):
- Andrew Christian (ur. i zm. 16 grudnia 1837)
- Catherine Christian (ur. 3 listopada 1839, zm. 3 września 1894)
- Andrew Christian (ur. 17 czerwca 1841, zm. 26 maja 1862)
- Adelina Sophia Christian (ur. 8 grudnia 1842, zm. 2 kwietnia 1870)
- Gilbert Edwin Christian (ur. 9 września 1844, zm. 10 stycznia 1866)
- Eleanor Clotilda Christian (ur. 19 lipca 1846, zm. 26 marca 1868)
- Cordelia Ruth Christian (ur. 30 marca 1848, zm. 26 listopada 1868)
- Lucy Ann Hagar Christian (ur. 28 października 1849, zm. 4 czerwca 1909)
- Emily Wellesley Christian (ur. 30 stycznia 1852, zm. 11 stycznia 1922)
- William Henry Holman Christian (ur. 9 sierpnia 1853, zm. 28 maja 1868)
- Charles Allen Christian (ur. 25 marca 1855, zm. 9 października 1910)
- George Augustus Selwyn Christian (ur. 25 lipca 1857, zm. 1 lutego 1889)
- Matthew Frederick Howard Christian (ur. 27 stycznia 1859, zm. ?)
- Reuben Elias Christian (ur. 27 października 1860, zm. 1 lutego 1920)
- Leonard Stanhope Christian (ur. 1 sierpnia 1863, zm. 12 kwietnia 1879)
- Hannah Maria Christian (ur. 24 marca 1865, zm. 1 stycznia 1870)